# Amoureux aux oranges, rue Mazarine
Amoureux aux oranges, rue Mazarine est une célèbre photographie en noir et blanc du photographe français Robert Doisneau. Prise en 1950 rue Mazarine, à Paris, elle représente un homme embrassant une femme en passant sur un trottoir derrière un marchand de fruits.

## Histoire
Cette photo, une commande pour le magazine américain Life, fait partie d’une série sur l’amour à Paris, au printemps réalisée avec des figurants. Le même couple pose avec les mêmes vêtements et accessoires sur les clichés intitulés Amoureux aux poireaux et Amoureux aux jonquilles.